# Lăzarea
Lăzarea (in ungherese Gyergyószárhegy) è un comune della Romania di 3 556 abitanti, ubicato nel distretto di Harghita, nella regione storica della Transilvania.
Il comune è formato dall'unione di 3 villaggi: Borzont, Bucin, Joseni.
La maggioranza della popolazione (circa il 97%) è di etnia Székely.
Monumento di un certo interesse è il Castello Lázár, costruito attorno al 1450, nel quale venne allevato e ricevette la propria educazione Gabriele Bethlen, futuro Principe di Transilvania.